# Wieruszów
Wieruszów is een stad in het Poolse woiwodschap Łódź, gelegen in de powiat Wieruszowski. De oppervlakte bedraagt 5,98 km², het inwonertal 8849 (2005).

## Verkeer en vervoer
- Station Wieruszów

## Geboren
- Rafał Kurzawa (1993), voetballer